# Еколого-геологічні дослідження
Еколого-геологічні дослідження — роботи, що проводяться з метою виявлення і прогнозної оцінки закономірностей і динаміки змін основних екологічних параметрів геологічного середовища, які прямо чи опосередковано впливають на загальну обстановку навколишнього середовища. До завдань Е.г.д. входить проведення комплексних геохімічних, геологічних, гідрогеологічних, інженерно-геологічних, ландшафтно-геохімічних, сейсмогеологічних, геофізичних і ін. робіт, які в сукупності дозволять оцінити стан геологічного середовища, напрямок процесів техногенних і фізико-географічних змін, обґрунтувати заходи щодо попередження або ліквідації негативних змін. Основним об'єктом Е.г.д. є ґрунт, донні осади, підземні води, рослинні утворення, техногенні відкладення, прояви природних ендогенних і екзогенних процесів, техногенно-геологічні системи. Одним з основних заходів Е.г.д. є складання еколого-географічної карти, що дає графічне зображення всіх цих параметрів, прогнозів і рекомендацій. В системі Держкомгеології України була розроблена і реалізована комплексна «Програма еколого-геологічних робіт на 1990—2005 роки».